# Adalberto I de Métis
Adalberto I de Métis foi um nobre francês dos século X. Era filho de Lantesinda e seu esposo Matifredo, a quem sucedeu como conde em 930. Foi o primeiro cônjuge de Liutegarda, filha de Vigerico III e Cunegunda, e o casal gerou Matifredo e Hugo. Thierry Stasser, através duma análise onomástica, afirmou que o casal ainda teve uma filha, chamada Liutegarda, que casar-se-ia com Roberto I. De acordo com o Continuador de Regino de Tréveris, Adalberto morreu em 27 de janeiro ou 10 de fevereiro de 944 ao combater Uodão.  Foi sucedido por Gerardo II, mas é imprecisa sua relação com o antecessor. Nalgumas reconstruções genealógicas ele e Ricardo, seu filho, são desconsiderados e os futuros Gerardo III (r. 986–1022) e Adalberto II (r. 1022–1033) são vistos como netos de Matifredo, filho de Adalberto, através dum indivíduo de nome desconhecido.